# 헨리 J. 하인즈

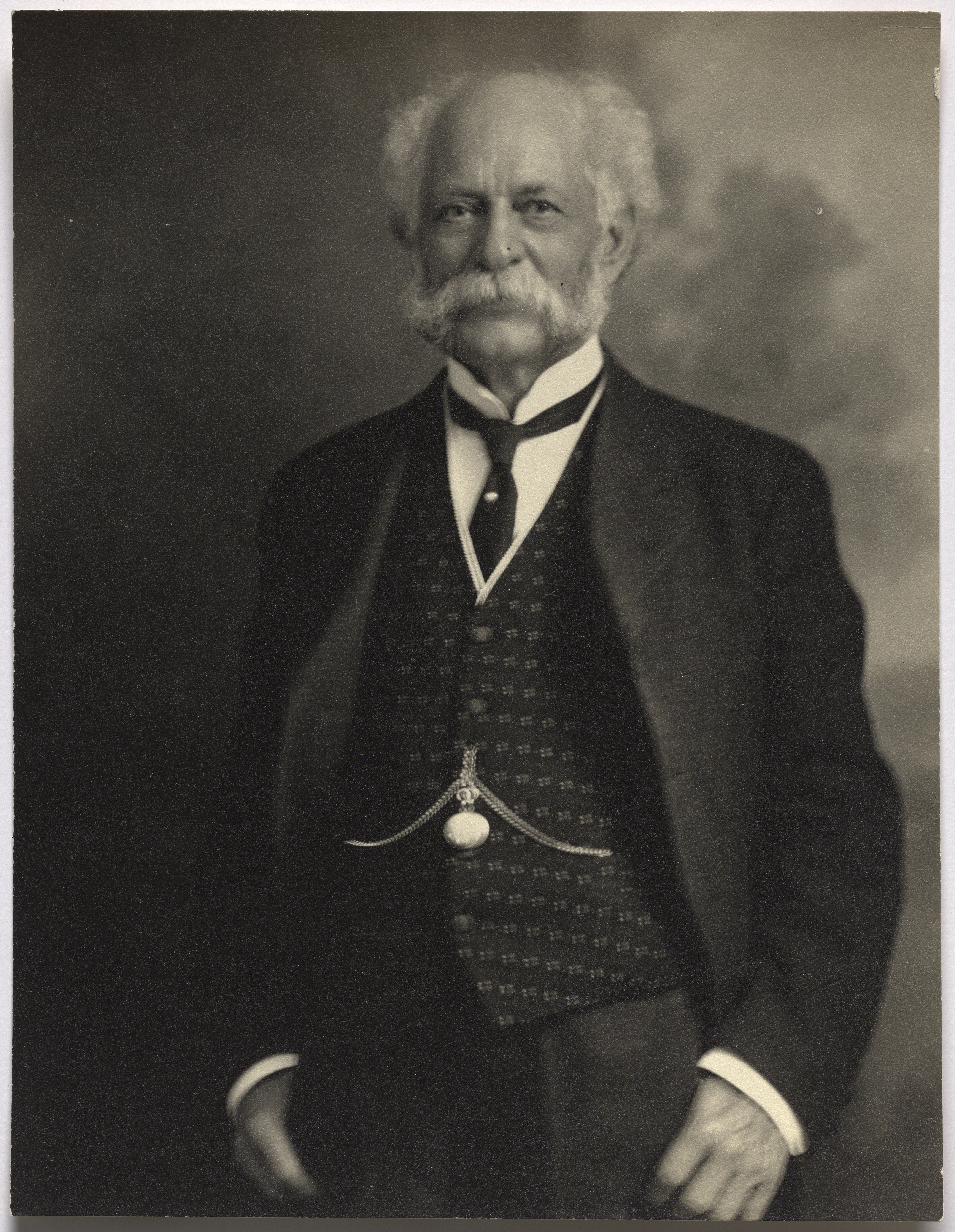
1914년 경 모습

헨리 J. 하인즈(Henry J. Heinz, 본명: 헨리 존 하인즈, Henry John Heinz, 1844년 10월 11일 ~ 1919년 5월 14일)는 펜실베이니아주 피츠버그에 H. J. 하인즈 컴퍼니(H. J. Heinz Company)를 공동 창립한 미국 기업가였다.
1906년 순수식품의약품법(Pure Food and Drug Act) 통과에 참여했다. 그의 후손 중 다수는 자선 활동과 정치 및 공무 참여로 유명하다. 그의 재산은 하인즈 재단의 기초가 되었다.